# Kædereaktion
 Der er for få eller ingen kildehenvisninger i denne artikel, hvilket er et problem. Du kan hjælpe ved at angive troværdige kilder til de påstande, som fremføres i artiklen.

En kædereaktion er en serie hændelser der sker efter hinanden, fordi en hændelse har skabt de direkte betingelser for den næste reaktion.

## Kemi
En kemisk kædereaktion er i kemi en række kemiske reaktioner, hvor hver reaktion sætter nye i gang, således at antallet af interaktioner vedligeholdes eller vokser hurtigt.

## Kernefysik
En nuklear kædereaktion er i kernefysik en række kernespaltninger hvor hver spaltning sætter nye i gang, således at antallet af interaktioner vedligeholdes eller vokser hurtigt. Dette udnyttes i atombomben og i en kernereaktor.
| Fysik | Spire Denne artikel om fysik er en spire som bør udbygges. Du er velkommen til at hjælpe Wikipedia ved at udvide den. |

| Kemi | Spire Denne artikel om kemi er en spire som bør udbygges. Du er velkommen til at hjælpe Wikipedia ved at udvide den. |